# Me & You (песня Nero)
«Me & You» — сингл драм-н-бейсового дуэта Nero, который появится на их дебютном альбоме Welcome Reality, и содержит вокал постоянного партнёра группы Аланы Уотсон. Сингл был выпущен 2 января 2011 года в Великобритании посредством цифровой дистрибуции, и на следующий день в формате грампластинки.
Сингл был отмечен Зейном Лоу в его программе Hottest Record in the World 28 сентября 2010 года на радиостанции BBC Radio 1 Ремиксы на трек сделали DJ Ник Гримшоу и Анни Мак.

## Список композиций
| №  | Название                         | Длительность |
| -- | -------------------------------- | ------------ |
| 1. | «Me & You» (Original Mix)        | 3:55         |
| 2. | «Welcome Reality» (Original Mix) | 4:28         |
| 3. | «Me & You» (Dirtyphonics Remix)  | 5:56         |
| 4. | «Me & You» (Danger Remix)        | 3:27         |
| 5. | «Me & You» (Kamuki Remix)        | 4:48         |

## Выступления в чартах
9 января 2011 года сингл дебютировал на 15 месте в UK Singles Chart, также достигнув первого места в UK Indie Chart.

## Музыкальное видео
Видео на песню «Me & You» было выложено на YouTube 5 декабря 2010 года. На май 2011 года видео было просмотрено более 2 000 000 раз.

## В популярной культуре
Во время празднования наступления 2013 года с данной композиции начался плей-лист, который проигрывался во время запуска фейерверков в Лондоне.

## Чарты
| Чарт (2011)                        | Наивысшая позиция |
| ---------------------------------- | ----------------- |
| Шотландия (Scottish Singles Chart) | 23                |
| Великобритания (UK Dance Chart)    | 3                 |
| Великобритания (UK Indie Chart)    | 1                 |
| Великобритания (UK Singles Chart)  | 15                |

## История релиза
| Страна         | Дата               | Формат               |
| -------------- | ------------------ | -------------------- |
| Великобритания | 2 января 2011 года | Цифровая дистрибуция |
| Великобритания | 3 января 2011 года | Винил                |